# C23 (C語言標準)
C23 是 ISO/IEC 9899:2024 的非正式名稱，
同時也是 C語言 繼 C18 標準(ISO/IEC 9899:2018)後的又一次更新。
這項計畫在2016年時被非正式的稱為 C2x ，並預計在2024年發布。
最新公開的 C23 草案在2023年4月1日發布。
第一次C2X草案的 WG14 會議是在 2019年10月舉行 ，
由於新冠疫情，
這些會議在2020年一度改為線上遠端的形式。
這些會議在2024年仍在持續著。

## 特色
到草案階段， C23 有以下特色： 

### 新的語言特色
- 加入特性，以雙重方括號 [[ ]] 表示，用以標記一些資訊供編譯器識別

### 新的形別與關鍵字
- 空指標：加入  nullptr_t  型態以代表空指標，並加入 nullptr 常數
- 整數：加入 _BitInt(N) unsigned _BitInt(N) 以支援64位元以上的大整數
- 10進位小數：加入 _Decimal32, _Decimal64,_Decimal128 關鍵字，用來表示10進位小數
- 加入 char8_t 表示 UTF8 型態字串
- 將一些 C11 存在的關鍵字改為小寫並去掉前置底線，如 _Bool 改為 bool，以前的寫法主要是為了避免與舊的程式碼發生衝突。
- 加入 true 和 false 關鍵字

### 新的巨集
- 加入 #elifdef 和 #elifndef 兩個新巨集，這兩個其實和過去的 #elif defined 以及 #elif !defined 等價

## 編譯器支援
- GCC 9
- Clang 9.0

## 引用
1. ↑  14:00-17:00. . ISO.   [2024-03-30]. （原始内容存档于2018-08-10） （英语）.
2. ↑  . www.open-std.org.   [2024-03-30]. （原始内容存档于2022-12-22）.
3. ↑  . www.open-std.org.   [2024-03-30]. （原始内容存档于2021-03-05）.
4. ↑  14:00-17:00. . ISO.   [2024-03-30]. （原始内容存档于2024-05-06） （英语）.